# Puchar Narodów Afryki 2021 (kwalifikacje)
W kwalifikacjach do Pucharu Narodów Afryki 2021 wzięły udział 52 afrykańskie reprezentacje państwowe. W kwalifikacjach uczestniczy reprezentacja Kamerunu, która posiada pewne miejsce w stawce finałowej Pucharu Narodów Afryki 2021.

## Uczestnicy
W kwalifikacjach do Pucharu Narodów Afryki 2021 wzięły udział 52 afrykańskie reprezentacje państwowe. Po dwóch edycjach zawieszenia do gry powróciła reprezentacja Czadu, a po rocznej przerwie spowodowanej zawieszeniem praw członkowskich FIFA powróciła reprezentacja Sierra Leone.
Z uczestnictwa w turnieju po raz kolejny zrezygnowały  Erytrea i  Somalia.

## Losowanie
Uczestnicy zostali podzieleni na pięć koszyków na podstawie ich pozycji w Rankingu FIFA z czerwca 2019 (w nawiasach podane pozycje w rankingu). Losowanie odbyło się 18 lipca 2019 o godzinie 18:30 (czasu UTC+2:00) w Egipcie, w Kairze. Drużyny z koszyka piątego wzięły udział w rundzie eliminacyjnej i cztery najlepsze z nich trafiły ostatecznie do koszyka 4. Następnie drużyny zostały rozlosowane pomiędzy dwanaście grup, każda po cztery drużyny.
|         | Koszyk 1 | Koszyk 2 | Koszyk 3 | Koszyk 4 | Koszyk 5 |
| ------- | --- | --- | --- | --- | --- |
| Drużyny | - Senegal (22) - Tunezja (25) - Nigeria (45) - Maroko (47) - Demokratyczna Republika Konga (49) - Ghana (50) - Kamerun (51) - Egipt (58) - Burkina Faso (59) - Mali (62) - Wybrzeże Kości Słoniowej (62) - Algieria (68) | - Gwinea (71) - Południowa Afryka (72) - Republika Zielonego Przylądka (76) - Uganda (80) - Zambia (81) - Benin (88) - Gabon (89) - Kongo (90) - Mauretania (103) - Niger (104) - Kenia (105) - Libia (105) | - Madagaskar (108) - Zimbabwe (109) - Republika Środkowoafrykańska (112) - Namibia (113) - Sierra Leone (115) - Mozambik (117) - Gwinea Bissau (118) - Angola (123) - Malawi (126) - Togo (128) - Sudan (130) - Tanzania (131) | - Burundi (134) - Rwanda (136) - Gwinea Równikowa (141) - Eswatini (141) - Lesotho (145) - Botswana (147) - Komory (148) - Etiopia (150) | - Liberia (153) - Mauritius (157) - Gambia (161) - Sudan Południowy (168) - Czad (176) - Wyspy Świętego Tomasza i Książęca (185) - Seszele (194) - Dżibuti (195) |

## Terminarz
| Runda             | Kolejka         | Dates                       |
| ----------------- | --------------- | --------------------------- |
| Faza eliminacyjna | Pierwsze mecze  | 9 października 2019         |
| Faza eliminacyjna | Rewanżowe mecze | 13 października 2019        |
| Faza grupowa      | Kolejka 1       | 13–16 listopada 2019        |
| Faza grupowa      | Kolejka 2       | 17–19 listopada 2019        |
| Faza grupowa      | Kolejka 3       | 23 marca – 31 marca 2020    |
| Faza grupowa      | Kolejka 4       | 23 marca – 31 marca 2020    |
| Faza grupowa      | Kolejka 5       | 1–9 czerwca 2020            |
| Faza grupowa      | Kolejka 6       | 31 sierpnia–8 września 2020 |

## Faza eliminacyjna
W tej fazie eliminacyjnej mecze rozgrywane były systemem mecz i rewanż. Osiem drużyn z piątego koszyka zostało rozlosowanych do czterech par.
| Drużyna 1                            | Wynik dwumeczu | Drużyna 2                         | Pierwszy mecz | Drugi mecz |
| ------------------------------------ | -------------- | --------------------------------- | ------------- | ---------- |
| Liberia                              | 1:1 (k. 4:5)   | Czad                              | 1:0           | 0:1        |
| Sudan Południowy                     | 3:1            | Seszele                           | 2:1           | 1:0        |
| Mauritius                            | 2:5            | Wyspy Świętego Tomasza i Książęca | 1:3           | 1:2        |
| Dżibuti                              | 2:2 (k. 2:3)   | Gambia                            | 1:1           | 1:1        |
| Po lewej gospodarz pierwszego meczu. |                |                                   |               |            |

| 9 października 2019 18:00 CET | Liberia · Sherman 43' | 1:0(1:0) | Czad | Samuel Kanyon Doe Sports Complex, Paynesville Sędzia: Gilberto Antonio dos Santos |
|                               |                       |          |      |                                                                                   |

| 13 października 2019 15:00 CET             | Czad · Ndouassel 54' | 1:0(dogr.) k. 5:4(0:0, 1:0, 0:0)                 | Liberia | Stade Omnisports Idriss Mahamat Ouya, Ndżamena Sędzia: Santillan Costa dos Santos |
|                                            |                      |                                                  |         |                                                                                   |
|                                            |                      | Rzuty karne                                      |         |                                                                                   |
| Ndouassel · Ndiguem · Barthélémy · Ninga · |                      | Nimely · Saygbe · Njie · Sherman · Dorley · Swen |         |                                                                                   |

- Wynik 1:1 w dwumeczu.  Czad awansował do fazy grupowej dzięki zwycięstwu w rzutach karnych 5:4.

| 9 października 2019 15:00 CET | Sudan Południowy · Thok 20' · Kuch 44' | 2:1(2:1) | Seszele · Hoaerau 12' | Stade de Al-Merrikh, Omdurman (Sudan) Sędzia: Emmanuel Mwandembwa |
|                               |                                        |          |                       |                                                                   |

| 13 października 2019 14:00 CET | Seszele | 0:1(0:0) | Sudan Południowy · Kuch 72' | Stade Linité, Victoria Sędzia: Mohamed Athoumani |
|                                |         |          |                             |                                                  |

- Sudan Południowy wygrał w dwumeczu 3:1 i awansuje do fazy grupowej.

| 9 października 2019 15:00 CET | Mauritius · Perticots 40' | 1:3(1:1) | Wyspy Świętego Tomasza i Książęca · Leal 45', 60' · Silva 65' | Stade Anjalay, Belle Vue Harel Sędzia: Ibrahim Tsimanohitsy |
|                               |                           |          |                                                               |                                                             |

| 13 października 2019 18:00 CET | Wyspy Świętego Tomasza i Książęca · Barbeiro 11' · Leal 27' | 2:1(2:1) | Mauritius · Nazira 45' (k.) | Estádio Nacional 12 de Julho, São Tomé Sędzia: Prince Arcy Dongombe |
|                                |                                                             |          |                             |                                                                     |

- Wyspy Świętego Tomasza i Książęca wygrały w dwumeczu 5:2 i awansują do fazy grupowej.

| 9 października 2019 18:00 CET | Dżibuti · M. Jallow 59' (sam.) | 1:1(0:0) | Gambia · Sanneh 90' | Stade du Ville, Dżibuti Sędzia: Ibrahim Nour El Din |
|                               |                                |          |                     |                                                     |

| 13 października 2019 18:00 CET              | Gambia · A. Jallow 45+3' | 1:1(dogr.) k. 3:2(1:1, 1:1, 1:1)              | Dżibuti · Mahabeh 10' (k.) | Independence Stadium, Bakau Sędzia: Mahamadou Keita |
|                                             |                          |                                               |                            |                                                     |
|                                             |                          | Rzuty karne                                   |                            |                                                     |
| Barrow · Colley · Ceesay · Ngum · A. Jallow |                          | Pudło · Karny–gol · Karny–gol · Pudło · Pudło |                            |                                                     |

- Wynik 2:2 w dwumeczu.  Gambia awansowała do fazy grupowej dzięki zwycięstwu w rzutach karnych 3:2.

## Faza grupowa
44 drużyny z koszyków 1-4 i czterech zwycięzców pierwszej rundy zagra w tym etapie. 48 zespołów zostało podzielonych na dwanaście grup, po cztery reprezentacje w każdej. Każda drużyna zmierzy się z pozostałymi drużynami dwukrotnie raz jako gospodarz i raz jako gość. Zwycięzcy każdej grupy, a także drużyny z drugich miejsc kwalifikują się do finałów. Wyjątek stanowi grupa F w której awans uzyska jedynie najwyżej sklasyfikowana drużyna (oprócz Kamerunu, który ma zapewniony awans jako gospodarz).
Legenda:
- Msc. – miejsce,
- M – liczba rozegranych meczów,
- W – mecze wygrane,
- R – mecze zremisowane,
- P – mecze przegrane,
- Br+ – bramki zdobyte,
- Br− – bramki stracone,
- Pkt. – punkty (3 za zwycięstwo, 1 za remis, 0 za porażkę)

W przypadku gdy dwie lub więcej drużyn uzyskają tę samą liczbę punktów, o awansie decydują kolejno kryteria określone przez CAF:
Gdy dokładnie dwie drużyny mają tyle samo punktów, o awansie decyduje:
1. Liczba punktów zdobytych przez drużyny w bezpośrednich spotkaniach między nimi;
2. Bilans bramek obu drużyn w meczach między zainteresowanymi zespołami;
3. Liczba bramek strzelonych na wyjeździe w bezpośrednich starciach;
4. Bilans bramek obu drużyn we wszystkich spotkaniach grupowych;
5. Liczba strzelonych bramek we wszystkich meczach w grupie;
6. Losowanie

Gdy więcej niż dwie drużyny mają tyle samo punktów, o awansie decyduje:
1. Liczba punktów zdobytych przez drużyny w bezpośrednich meczach rozegranych między nimi;
2. Bilans bramek drużyn w bezpośrednich meczach rozegranych między nimi;
3. Liczba zdobytych bramek przez drużyny w bezpośrednich meczach rozegranych między nimi;
4. Liczba bramek strzelonych w meczach wyjazdowych w bezpośrednich meczach rozegranych między nimi;
5. Jeżeli po rozpatrzeniu punktów 1-4 dwie drużyny ciągle zajmują ex-aequo jedno miejsce, punkty 1) do 4) rozpatruje się ponownie dla tych dwóch drużyn, aby ostatecznie ustalić ich pozycje w grupie. Jeśli ta procedura nie wyłoni zwycięzcy, stosuje się po kolei punkty od 6 do 9;
6. Bilans bramek we wszystkich meczach w grupie;
7. Liczba strzelonych bramek we wszystkich meczach w grupie;
8. Liczba bramek strzelonych na wyjeździe we wszystkich meczach w grupie;
9. Losowanie

### Grupa A
| Msc. | Zespół     | M | W | R | P | Br+ | Br- | +/- | Pkt |
| ---- | ---------- | - | - | - | - | --- | --- | --- | --- |
| 1    | Mali       | 6 | 4 | 1 | 1 | 10  | 4   | +6  | 13  |
| 2    | Gwinea     | 6 | 3 | 2 | 1 | 8   | 5   | +3  | 11  |
| 3    | Namibia    | 6 | 3 | 0 | 3 | 8   | 7   | +3  | 9   |
| 4    | Czad (DSQ) | 6 | 0 | 1 | 5 | 2   | 12  | -10 | 1   |

|         | Mali | Gwinea | Namibia | Czad |
| ------- | ---- | ------ | ------- | ---- |
| Mali    | X    | 2:2    | 1:0     | 3:0  |
| Gwinea  | 1:0  | X      | 2:0     | 1:0  |
| Namibia | 1:2  | 2:1    | X       | 2:1  |
| Czad    | 0:2  | 1:1    | 0:3     | X    |

### Grupa B
| Msc. | Zespół           | M | W | R | P | Br+ | Br- | +/- | Pkt |
| ---- | ---------------- | - | - | - | - | --- | --- | --- | --- |
| 1    | Burkina Faso     | 6 | 3 | 3 | 0 | 6   | 2   | +4  | 12  |
| 2    | Malawi           | 6 | 3 | 1 | 2 | 4   | 5   | -1  | 10  |
| 3    | Uganda           | 6 | 2 | 2 | 2 | 3   | 2   | +1  | 8   |
| 4    | Sudan Południowy | 6 | 1 | 0 | 5 | 2   | 6   | -4  | 3   |

|                  | Burkina Faso | Malawi | Uganda | Sudan Południowy |
| ---------------- | ------------ | ------ | ------ | ---------------- |
| Burkina Faso     | X            | 3:1    | 0:0    | 1:0              |
| Malawi           | 0:0          | X      | 1:0    | 1:0              |
| Uganda           | 0:0          | 2:0    | X      | 1:0              |
| Sudan Południowy | 1:2          | 0:1    | 1:0    | X                |

### Grupa C
| Msc. | Zespół                            | M | W | R | P | Br+ | Br- | +/- | Pkt |
| ---- | --------------------------------- | - | - | - | - | --- | --- | --- | --- |
| 1    | Ghana                             | 6 | 4 | 1 | 1 | 9   | 3   | +6  | 13  |
| 2    | Sudan                             | 6 | 4 | 0 | 2 | 9   | 3   | +6  | 12  |
| 3    | Południowa Afryka                 | 6 | 3 | 1 | 2 | 8   | 7   | +1  | 10  |
| 4    | Wyspy Świętego Tomasza i Książęca | 6 | 0 | 0 | 6 | 3   | 16  | -13 | 0   |

|                                   | Ghana | Sudan | Południowa Afryka | Wyspy Świętego Tomasza i Książęca |
| --------------------------------- | ----- | ----- | ----------------- | --------------------------------- |
| Ghana                             | X     | 2:0   | 2:0               | 3:1                               |
| Sudan                             | 1:0   | X     | 2:0               | 4:0                               |
| Południowa Afryka                 | 1:1   | 1:0   | X                 | 2:0                               |
| Wyspy Świętego Tomasza i Książęca | 0:1   | 0:2   | 2:4               | X                                 |

### Grupa D
| Msc. | Zespół                        | M | W | R | P | Br+ | Br- | +/- | Pkt |
| ---- | ----------------------------- | - | - | - | - | --- | --- | --- | --- |
| 1    | Gambia                        | 6 | 3 | 1 | 2 | 9   | 7   | +2  | 10  |
| 2    | Gabon                         | 6 | 3 | 1 | 2 | 8   | 6   | +2  | 10  |
| 3    | Demokratyczna Republika Konga | 6 | 2 | 3 | 1 | 4   | 5   | -1  | 9   |
| 4    | Angola                        | 6 | 1 | 1 | 4 | 4   | 7   | -3  | 4   |

|                               | Gambia | Gabon | Demokratyczna Republika Konga | Angola |
| ----------------------------- | ------ | ----- | ----------------------------- | ------ |
| Gambia                        | X      | 2:1   | 2:2                           | 1:0    |
| Gabon                         | 2:1    | X     | 3:0                           | 2:1    |
| Demokratyczna Republika Konga | 1:0    | 0:0   | X                             | 0:0    |
| Angola                        | 1:3    | 2:0   | 0:1                           | X      |

### Grupa E
| Msc. | Zespół                       | M | W | R | P | Br+ | Br- | +/- | Pkt |
| ---- | ---------------------------- | - | - | - | - | --- | --- | --- | --- |
| 1    | Maroko                       | 6 | 4 | 2 | 0 | 10  | 1   | +9  | 14  |
| 2    | Mauretania                   | 6 | 2 | 3 | 1 | 5   | 4   | +1  | 9   |
| 3    | Burundi                      | 6 | 1 | 2 | 3 | 6   | 10  | -4  | 5   |
| 4    | Republika Środkowoafrykańska | 6 | 1 | 1 | 4 | 5   | 11  | -6  | 4   |

|                              | Maroko | Mauretania | Burundi | Republika Środkowoafrykańska |
| ---------------------------- | ------ | ---------- | ------- | ---------------------------- |
| Maroko                       | X      | 0:0        | 1:0     | 4:1                          |
| Mauretania                   | 0:0    | X          | 1:1     | 2:0                          |
| Burundi                      | 0:3    | 3:1        | X       | 2:2                          |
| Republika Środkowoafrykańska | 0:2    | 0:1        | 2:0     | X                            |

### Grupa F
| Msc. | Zespół                        | M | W | R | P | Br+ | Br- | +/- | Pkt |
| ---- | ----------------------------- | - | - | - | - | --- | --- | --- | --- |
| 1    | Kamerun                       | 6 | 3 | 2 | 1 | 8   | 4   | +4  | 11  |
| 2    | Republika Zielonego Przylądka | 6 | 2 | 4 | 0 | 6   | 3   | +3  | 10  |
| 3    | Rwanda                        | 6 | 1 | 3 | 2 | 1   | 3   | -2  | 6   |
| 4    | Mozambik                      | 6 | 1 | 1 | 4 | 5   | 10  | -5  | 4   |

|                               | Kamerun | Republika Zielonego Przylądka | Rwanda | Mozambik |
| ----------------------------- | ------- | ----------------------------- | ------ | -------- |
| Kamerun                       | X       | 0:0                           | 0:0    | 4:1      |
| Republika Zielonego Przylądka | 3:1     | X                             | 0:0    | 2:2      |
| Rwanda                        | 0:1     | 0:0                           | X      | 1:0      |
| Mozambik                      | 0:2     | 0:1                           | 2:0    | X        |

### Grupa G
| Msc. | Zespół | M | W | R | P | Br+ | Br- | +/- | Pkt |
| ---- | ------ | - | - | - | - | --- | --- | --- | --- |
| 1    | Egipt  | 6 | 3 | 3 | 0 | 10  | 3   | +7  | 12  |
| 2    | Komory | 6 | 2 | 3 | 1 | 4   | 6   | -2  | 9   |
| 3    | Kenia  | 6 | 1 | 4 | 1 | 7   | 7   | 0   | 7   |
| 4    | Togo   | 6 | 0 | 2 | 4 | 3   | 8   | -5  | 2   |

|        | Egipt | Komory | Kenia | Togo |
| ------ | ----- | ------ | ----- | ---- |
| Egipt  | X     | 4:0    | 1:1   | 1:0  |
| Komory | 0:0   | X      | 2:1   | 0:0  |
| Kenia  | 1:1   | 1:1    | X     | 1:1  |
| Togo   | 1:3   | 0:1    | 1:2   | X    |

### Grupa H
| Msc. | Zespół   | M | W | R | P | Br+ | Br- | +/- | Pkt |
| ---- | -------- | - | - | - | - | --- | --- | --- | --- |
| 1    | Algieria | 6 | 4 | 2 | 0 | 19  | 6   | +13 | 14  |
| 2    | Zimbabwe | 6 | 2 | 2 | 2 | 6   | 8   | -2  | 8   |
| 3    | Zambia   | 6 | 2 | 1 | 3 | 8   | 12  | -4  | 7   |
| 4    | Botswana | 6 | 1 | 1 | 4 | 2   | 9   | -7  | 4   |

|          | Algieria | Zimbabwe | Zambia | Botswana |
| -------- | -------- | -------- | ------ | -------- |
| Algieria | X        | 3:1      | 5:0    | 5:0      |
| Zimbabwe | 2:2      | X        | 0:2    | 0:0      |
| Zambia   | 3:3      | 1:2      | X      | 2:1      |
| Botswana | 0:1      | 0:1      | 1:0    | X        |

### Grupa I
| Msc. | Zespół        | M | W | R | P | Br+ | Br- | +/- | Pkt |
| ---- | ------------- | - | - | - | - | --- | --- | --- | --- |
| 1    | Senegal       | 6 | 4 | 2 | 0 | 10  | 2   | +8  | 14  |
| 2    | Gwinea Bissau | 6 | 3 | 0 | 3 | 9   | 7   | +2  | 9   |
| 3    | Kongo         | 6 | 2 | 2 | 2 | 5   | 5   | 0   | 8   |
| 4    | Eswatini      | 6 | 0 | 2 | 4 | 3   | 13  | -10 | 2   |

|               | Senegal | Gwinea Bissau | Kongo | Eswatini |
| ------------- | ------- | ------------- | ----- | -------- |
| Senegal       | X       | 2:0           | 2:0   | 1:1      |
| Gwinea Bissau | 0:1     | X             | 3:0   | 3:0      |
| Kongo         | 0:0     | 3:0           | X     | 2:0      |
| Eswatini      | 1:4     | 1:3           | 0:0   | X        |

### Grupa J
| Msc. | Zespół           | M | W | R | P | Br+ | Br- | +/- | Pkt |
| ---- | ---------------- | - | - | - | - | --- | --- | --- | --- |
| 1    | Tunezja          | 6 | 5 | 1 | 0 | 14  | 5   | +9  | 16  |
| 2    | Gwinea Równikowa | 6 | 3 | 0 | 3 | 7   | 7   | 0   | 9   |
| 3    | Tanzania         | 6 | 2 | 1 | 3 | 5   | 6   | -1  | 7   |
| 4    | Libia            | 6 | 1 | 0 | 5 | 7   | 15  | -8  | 3   |

|                  | Tunezja | Gwinea Równikowa | Tanzania | Libia |
| ---------------- | ------- | ---------------- | -------- | ----- |
| Tunezja          | X       | 2:1              | 1:0      | 4:1   |
| Gwinea Równikowa | 0:1     | X                | 1:0      | 1:0   |
| Tanzania         | 1:1     | 2:1              | X        | 1:0   |
| Libia            | 2:5     | 2:3              | 2:1      | X     |

### Grupa K
| Msc. | Zespół                   | M | W | R | P | Br+ | Br- | +/- | Pkt |
| ---- | ------------------------ | - | - | - | - | --- | --- | --- | --- |
| 1    | Wybrzeże Kości Słoniowej | 6 | 4 | 1 | 1 | 11  | 5   | +6  | 13  |
| 2    | Etiopia                  | 6 | 3 | 0 | 3 | 10  | 6   | +4  | 9   |
| 3    | Madagaskar               | 6 | 2 | 2 | 2 | 9   | 9   | 0   | 8   |
| 4    | Niger                    | 6 | 1 | 1 | 4 | 3   | 13  | -10 | 4   |

|                          | Wybrzeże Kości Słoniowej | Etiopia | Madagaskar | Niger |
| ------------------------ | ------------------------ | ------- | ---------- | ----- |
| Wybrzeże Kości Słoniowej | X                        | 3:1     | 2:1        | 1:0   |
| Etiopia                  | 2:1                      | X       | 4:0        | 3:0   |
| Madagaskar               | 1:1                      | 1:0     | X          | 0:0   |
| Niger                    | 0:3                      | 1:0     | 2:6        | X     |

### Grupa L
| Msc. | Zespół       | M | W | R | P | Br+ | Br- | +/- | Pkt |
| ---- | ------------ | - | - | - | - | --- | --- | --- | --- |
| 1    | Nigeria      | 6 | 4 | 2 | 0 | 14  | 7   | +7  | 14  |
| 2    | Sierra Leone | 6 | 1 | 4 | 1 | 6   | 6   | 0   | 7   |
| 3    | Benin        | 6 | 1 | 2 | 3 | 3   | 4   | -1  | 7   |
| 4    | Lesotho      | 6 | 0 | 3 | 3 | 3   | 9   | -6  | 3   |

|              | Nigeria | Sierra Leone | Benin | Lesotho |
| ------------ | ------- | ------------ | ----- | ------- |
| Nigeria      | X       | 4:4          | 2:1   | 3:0     |
| Sierra Leone | 0:0     | X            | 1:0   | 1:1     |
| Benin        | 0:1     | 1:0          | X     | 1:0     |
| Lesotho      | 2:4     | 0:0          | 0:0   | X       |

## Strzelcy

### 5 goli
- Victor Osimhen
- Patson Daka

### 4 gole
- Baghdad Bounedjah
- Saïdi Ntibazonkiza
- Louis Mafouta
- Percy Tau

### 3 gole
- Riyad Mahrez
- Getaneh Kebede
- Denis Bouanga
- Assan Ceesay
- Mohammed Kudus
- Vincent Aboubakar
- Hakim Ziyech
- Alex Iwobi
- Famara Diédhiou
- Mohamed Abdelrahman
- Seifeddine Jaziri
- Saîf-Eddine Khaoui
- Wahbi Khazri
- Franck Kessié
- Luis Leal

### 2 gole
- Youcef Belaïli
- Sofiane Feghouli
- Islam Slimani
- Jodel Dossou
- Aristide Bancé
- Lassina Traoré
- Ezechiel Ndouassel
- Afsha
- Mohamed Salah
- Mohamed Sherif
- Shimelis Bekele
- Amanuel Gebremichael
- Pierre-Emerick Aubameyang
- Aaron Boupendza
- Bubacarr Jobe
- André Ayew
- Jordan Ayew
- Naby Keïta
- Jorginho
- Piqueti
- Pedro Obiang
- Prince Ibara
- Junior Makiesse
- Sanad Al Warfali
- Muaid Ellafi
- Lalaina Nomenjanahary
- Paulin Voavy
- Richard Mbulu
- Youssef En-Nesyri
- Achraf Hakimi
- Telinho
- Peter Shalulile
- Samuel Chukwueze
- Paul Onuachu
- Ryan Mendes
- Themba Zwane
- Sadio Mané
- Alhaji Kamara
- Kwame Quee
- Joseph Kuch
- Simon Msuva
- Serge Aurier
- Khama Billiat

### 1 gol
- Ramy Bensebaini
- Farid Boulaya
- Andy Delort
- Rachid Ghezzal
- Aïssa Mandi
- El Arbi Hillel Soudani
- Loide Augusto
- Wilson Eduardo
- Show
- Yano
- Stéphane Sessègnon
- Mosha Gaolaolwe
- Tumisang Orebonye
- Bryan Dabo
- Bertrand Traoré
- Youssouf Ndayishimiye
- Christophe Nduwarugira
- Ahmat Abderamane
- Cédric Bakambu
- Kazadi Kasengu
- Neeskens Kebano
- Jackson Muleka
- Mahdi Houssein Mahabeh
- Mahmoud Hamdy
- Kahraba
- Mohamed Elneny
- Trézéguet
- Felix Badenhorst
- Sabelo Gamedze
- Fanelo Mamba
- Surafel Dagnachew
- Mesud Mohammed
- Abubeker Nassir
- Bruno Ecuele Manga
- Modou Barrow
- Musa Barrow
- Mamadou Danso
- Ablie Jallow
- Sulayman Marreh
- Bubacarr Sanneh
- Nicholas Opoku
- Thomas Partey
- Baba Rahman
- Mady Camara
- Sékou Condé
- Mamadou Kané
- José Kanté
- Seydouba Soumah
- Issiaga Sylla
- Marcelo Djaló
- João Mário
- Frédéric Mendy
- Pelé
- Alfa Semedo
- Josete Miranda
- Emilio Nsue
- Salomón Obama
- Iván Salvador
- Pierre Kunde
- Clinton N’Jie
- Moumi Ngamaleu
- Serge Tabekou
- André Anguissa
- Masoud Juma
- Cliff Nyakeya
- Michael Olunga
- Johanna Omolo
- Youssouf M’Changama
- Faiz Mattoir
- El Fardou Ben Nabouhane
- Faïz Selemani
- Silvère Ganvoula M’boussy
- Kpah Sherman
- Nkoto Masoabi
- Jane Thabantšo
- Mohamed Bettamer
- Hamdou Elhouni
- Mohamed Anis Saltou
- Anicet Abel
- Ibrahim Amada
- Carolus Andriamahitsinoro
- Jérémy Morel
- Rayan Raveloson
- Gabadinho Mhango
- Gerald Phiri Jr.
- Mohamed Camara
- Moussa Djenepo
- Moussa Doumbia
- Sékou Koïta
- Adama Traoré
- El Bilal Touré
- Zakaria Aboukhlal
- Munir El Haddadi
- Noussair Mazraoui
- Diallo Guidileye
- Hacen
- Aboubakar Kamara
- Bakary N’Diaye
- Mamadou Ndioko Niass
- Ashley Nazira
- Kévin Perticot
- Kamo-Kamo
- Mexer
- Witi
- Elmo Kambindu
- Chris Katjiukua
- Yussif Moussa
- Youssouf Oumarou
- Mohamed Djibo Wonkoye
- Oghenekaro Etebo
- Samuel Kalu
- Lague Byiringiro
- Lebogang Phiri
- Bongani Zungu
- Vianney Mabidé
- Kuca Miranda
- Garry Mendes Rodrigues
- Habib Diallo
- Cheikhou Kouyaté
- Papa Alioune Ndiaye
- Opa Nguette
- Sidy Sarr
- Nigel Hoaerau
- Kei Kamara
- Mustapha Bundu
- Saifeldin Bakhit
- Ramadan Agab
- Mohamed Al Rashed
- Ahmed Hamid
- Seifeldin Malik
- Tito Okello
- Stephen Pawaar
- Koan Thok
- Salum Abubakar
- Feisal Salum
- Mbwana Samatta
- Josué Doke
- Hakim Ouro-Sama
- Mohamed Dräger
- Youssef Msakni
- Ellyes Skhiri
- Anis Ben Slimane
- Fahad Bayo
- Halid Lwaliwa
- Emmanuel Okwi
- Willy Boly
- Gervinho
- Max Gradel
- Sébastien Haller
- Wilfried Kanon
- Jean Evrard Kouassi
- Marcos Barbeiro
- Harramiz
- Iniesta
- Jocy
- Ludgério Silva
- Perfect Chikwende
- Prince Dube
- Tino Kadewere
- Knowledge Musona
- Clatous Chama
- Enock Mwepu
- Collins Sikombe

### Gole samobójcze
- Mathieu Adoassou (dla Namibii)
- Mohamed Jallow (dla Dżibuti)
- Issiaga Sylla (dla Mali)
- Carlos Akapo (dla Tunezji)
- Frank Bagnack (dla Republiki Zielonego Przylądka)
- Faisal Bangal (dla Republiki Zielonego Przylądka)
- Chidozie Awaziem (dla Lesotho)
- Firas Chaouat (dla Gwinei Równikowej)
- Jordão Diogo (dla Sudanu)